# Elizabeth Anton
Elizabeth Grace Anton (* 12. Dezember 1998 in Auckland) ist eine neuseeländische Fußballspielerin.

## Karriere

### Klub
Anfang 2018 wechselte sie von Lynn-Avon United zu Western Springs. Ihr darauffolgender Wechsel fand dann im Februar 2020 zu Auckland Football statt. Seit Dezember 2022 steht sie bei Perth Glory in Australien unter Vertrag.

### Nationalmannschaft
Im März 2014 nahm sie mit der U17 an der Weltmeisterschaft 2014 teil. Bei der U20 stand sie dann auch bei deren Weltmeisterschaft 2016 mit im Kade und kam hier auch zu Einsätzen bei jedem Spiel des Teams. Ein gleiches Einsatzpensum erhielt sie dann auch nochmal beim Turnier im Jahr 2018.
Ihr Debüt für die A-Nationalmannschaft hatte sie am 28. November 2017, als sie bei einem 5:0-Sieg über Thailand eingewechselt wurde. In den nächsten Jahren folgten dann auch noch ein paar weitere Einsätze bei Freundschaftsspielen und Einladungsturnieren.
Am 30. Juni wurde sie für den Kader der Mannschaft bei der Weltmeisterschaft 2023 nominiert, kam jedoch nicht zum Einsatz und schied mit ihrer Mannschaft nach der Vorrunde aus.